# Янез Дрновшек
Я́нез Дрно́вшек (словен. Janez Drnovšek; 17 травня 1950, Цельє — 23 лютого 2008, Заплана) — югославський і словенський політик, голова Президії СФРЮ (1989–1990), другий президент Словенії (2002–2007), прем'єр-міністр Словенії (1992 — 2000, 2000 — 2002).

## Біографія
Вивчав економіку, закінчив ВНЗ в 1973 році, потім спеціалізувався в «Інституті світової економіки» в Осло. У 1974 році Дрновшек вступив у Союз комуністів Югославії. Здобув ступінь магістра в 1981 році, захистив дисертацію «Міжнародний валютний фонд і Югославія» в 1986 році у Вашингтоні. Тим часом, працював у Словенії спершу в будівельній компанії, пізніше — в банківській філії. Один рік пропрацював в Посольстві Югославії в Єгипті (Каїр).
З 1984 р. був депутатом Скупщини Словенії, членом республіканського комітету, головою комісії з міжнародних зв'язків Союзу профспілок Словенії.
У 1989 році, тоді ще невідомий широкій публіці, був вибраним від Словенії головою Президії СФРЮ і став головою держави Югославія, несподівано випередивши на виборах фаворита уряду Мазко Булца.
До самого краху комуністичного режиму в Югославії залишався членом комуністичної партії.
Після здобуття Словенією незалежності Дрновшек був прем'єр-міністром країни (1992 — 2002, з перервою на декілька місяців в 2000 році). З 1992 по 2002 роки був також президентом партії «Ліберальна Демократія Словенії» (Liberalna Demokracija Slovenije — LDS), з якої вийшов 30 січня 2006 року.
1 грудня 2002 р. переміг в 2-му турі президентських виборів, набравши 56,5 % голосів і був обраний президентом Словенії на термін з 2002 по 2007 рік. 26 червня 2006 року в інтерв'ю словенському телебаченню заявив, що не балотуватиметься на другий термін.

## Останні роки
У 2006 році створив і став першим президентом «Руху за справедливість і розвиток», метою якого є підвищити самосвідомість людства і зробити світ кращим. Цей рух не є політичною партією. Впродовж довгого часу страждав від захворювання на рак. Переніс операцію з видалення ураженої раком нирки в 1999 році, після чого в 2001 році було знов виявлено розвиток ракової пухлини. Потім Дрновшек припинив традиційне лікування і змінив свій спосіб життя, перебравшись з Любляни у віддалене село Заплана (Zaplana). Серед інших змін в способі життя, став вегетаріанцем, а потім веганом і приділяв увагу темі прав тварин.